# Waterloo (album ABBA)
Waterloo è il secondo album del gruppo svedese ABBA, uscito nel 1974. Rappresenta l'album del successo della band negli Stati Uniti: da esso sono estratti tre singoli molto fortunati, l'omonima Waterloo (con la quale vinceranno l'Eurovision Song Contest), Honey, Honey e Hasta Mañana. L'album è stato rimasterizzato due volte: prima nel 1997, poi sotto la Universal Records nel 2001.

## Tracce
1. Waterloo – 2:44 (Andersson, Stig Anderson, Ulvaeus)
2. Sitting in the Palmtree – 3:36 (Andersson, Ulvaeus)
3. King Kong Song – 3:11 (Andersson, Ulvaeus)
4. Hasta Mañana – 3:09 (Andersson, Anderson, Ulvaeus)
5. My Mama Said – 3:13 (Andersson, Ulvaeus)
6. Dance (While the Music Still Goes on) – 3:12 (Andersson, Ulvaeus)
7. Honey, Honey – 2:55 (Andersson, Anderson, Ulvaeus)
8. Watch out – 3:48 (Andersson, Ulvaeus)
9. What About Livingstone – 2:55 (Andersson, Ulvaeus)
10. Gonna Sing You My Lovesong – 3:41 (Andersson, Ulvaeus)
11. Suzy-Hang-Around – 3:10 (Andersson, Ulvaeus)
12. Ring Ring* (Remix) (Andersson, Anderson, Cody, Sedaka, Ulvaeus)
13. Waterloo* (in svedese) (Andersson, Anderson, Ulvaeus)
14. Honey, Honey* (in svedese) (Andersson, Anderson, Ulvaeus)

(*): bonus track nella ristampa dell'album.
(12): versione per il mercato statunitense.

## Classifiche
| Paese          | Posizione              |
| -------------- | ---------------------- |
| Australia      | 67 (18 nella ristampa) |
| Finlandia      | 4                      |
| Germania Ovest | 6                      |
| Norvegia       | 1                      |
| Nuova Zelanda  | 38                     |
| Svezia         | 1                      |
| USA            | 145                    |
| Regno Unito    | 28                     |

## Formazione

### Gruppo
- Benny Andersson – voce, pianoforte, tastiere, sintetizzatore Moog, Mellotron
- Agnetha Fältskog – voce
- Anni-Frid Lyngstad – voce
- Björn Ulvaeus – voce, chitarra acustica

### Altri musicisti
- Ola Brunkert – batteria
- Sven-Olof Walldoff – archi
- Malando Gassama – percussioni
- Christer Ecklund – sassofono
- Janne Schaffer – chitarra elettrica
- Rutger Gunnarsson – basso
- Per Sahlberg – basso